# Calesia thermantis
Calesia thermantis är en fjärilsart som beskrevs av George Francis Hampson 1926. Calesia thermantis ingår i släktet Calesia och familjen nattflyn. Inga underarter finns listade i Catalogue of Life.